# Euploea configurata
Euploea configurata är en fjärilsart som beskrevs av Felder 1865. Euploea configurata ingår i släktet Euploea och familjen praktfjärilar. IUCN kategoriserar arten globalt som livskraftig. Inga underarter finns listade i Catalogue of Life.